# Mosshaga
Mosshaga är en ö i Åland (Finland). Det ligger i Skärgårdshavet och i kommunen Sottunga i den ekonomiska regionen  Sottunga i landskapet Åland, i den sydvästra delen av landet. Ön ligger omkring 35 kilometer öster om Mariehamn och omkring 240 kilometer väster om Helsingfors.
Öns area är 1,91 kvadratkilometer och dess största längd är 2,7 kilometer i sydväst-nordöstlig riktning. Ön höjer sig omkring 20 meter över havsytan.
Namnet Mosshaga kan vara en sammansättning av ordet mosse och hage. Eftersom detta inte är ett självklart önamn har det diskuterats om det finska ordet för svart, musta, kan vara ursprunget.
Mosshaga har haft fast boende och i och med det stora nordiska kriget i början på 1700-talet inträffade det stora nordiska kriget flydda Ålands befolkning till Sverige under åren 1714-22. Den släkt som tidigare befolkat Mosshaga återvände inte till ön.
På Mosshaga har det funnits lotsplats och lostarna har nästan uteslutande varit bossatta på ön. Lotsplatsen upphörde 1918.